# Walter Windisch
Walter Windisch (* 8. Dezember 1924 in Mosty, Nordmähren; † 29. Mai 2011 in Bonn) war ein deutscher Offizier und Jagdflieger. Als Generalleutnant war er von 1982 bis 1985 Stellvertreter des Generalinspekteurs der Bundeswehr.

## Leben
Windisch besuchte ein katholisches Reform-Realgymnasium. Nach dem Kriegsabitur war er ab 1943 Offizier bei der Luftwaffe. Er diente 1944 als Jagdflieger (Fähnrich) im Jagdgeschwader 52 (2. Staffel/JG 52) und im Jagdgeschwader 7 (9. Staffel/JG 7) (Oberfähnrich (OFhr))
Nach dem Zweiten Weltkrieg war er Stadtinspektor in Grebenstein.
1956 bat die Bundeswehr Windisch aufgrund seiner Jagdfliegerausbildung, ihr beizutreten.
Vom 1. Oktober 1971 bis 30. September 1973 war er im Range eines Obersts Kommandeur des Luftwaffenausbildungsregiment 5 in Goslar.
Vom 1. April 1978 bis 31. März 1982 war er im Range eines Generalmajors Befehlshaber des Wehrbereichskommandos III.
Er war zu Zeiten der Kießling-Affäre als Generalleutnant der Stellvertreter des Generalinspekteurs der Bundeswehr.
Walter Windisch starb am 29. Mai 2011 und wurde am 7. Juni 2011 auf dem Friedhof in Bonn-Endenich beigesetzt.

## Ehrungen
1985 wurde er mit dem Großen Verdienstkreuz mit Stern der Bundesrepublik Deutschland ausgezeichnet. Er war Ehrenvorsitzender der Stiftung Deutscher Offizier Bund (DOB). Seit 1983 war er Ehrenmitglied der katholischen Studentenverbindung A.V. Hansea (Berlin) zu Köln im CV. Er war zudem Ehrenmitglied der Prinzengarde Düsseldorf sowie seit 1981 Ehrensenator des Allgemeiner Verein der Karnevalsfreunde 1829 eV (AVDK).